# Marion Reneau
Marion Elizabeth Reneau-Perez (Tulare, 20 de junho de 1977) é uma lutadora profissional de artes marciais mistas que atualmente compete no peso-galo do Ultimate Fighting Championship. Quando Marion Reneau não está lutando, ela é uma professora de educação física em Farmersville High School.

## Carreira no MMA
Reneau começou sua carreira profissional de artes marciais mistas em 2010. Depois de vencer várias lutas profissionais, tentaram experimentá-la no The Ultimate Fighter 18.  No entanto, ela teria sido informada pelo UFC que ela era velha demais para ser uma concorrente no programa, mas também para que ela continuasse pressionando para ganhar mais lutas. Após finalizar Maureen Riordan em Julho de 2014, no Resurrection Fighting Alliance 16, ela foi contratada pelo UFC.

### Ultimate Fighting Championship
Reneau enfrentou Alexis Dufresne, em 03 de janeiro de 2015, no UFC 182.  Reneau venceu a luta por decisão unânime. Na conferência de imprensa pós-luta, Dana White fez questão de mencioná-la e elogiou publicamente o seu desempenho.
Reneau enfrentou Jéssica Andrade em 22 de fevereiro de 2015, no UFC Fight Night: Pezão vs. Mir.  Reneau ganhou a luta por submissão no primeiro round, ganhando o bônus de desempenho da noite.
Reneau enfrentou Holly Holm em 15 julho de 2015 no UFC Fight Night: Mir vs. Duffee.  Ela perdeu a luta por decisão unânime.
Reneau enfrentou a americana Ashlee Evans, em 21 de Fevereiro de 2016 no UFC Fight Night: Cowboy vs. Cowboy e perdeu por decisão dividida.

### Reneau vs. Tate
Marion Reneau enfrentou Miesha Tate em 17 de julho de 2021 no UFC na ESPN: Makhachev vs. Moisés, perdendo por nocaute técnico no terceiro round. Esta foi a primeira vez que Reneau foi finalizada em sua carreira. 
Reneau havia anunciado que pretendia aposentar-se após a luta, e confirmou a aposentadoria durante a entrevista ainda no octógono após o resultado.

## Cartel no MMA
| Cartel no MMA   |            |            |
| 17 lutas        | 9 vitórias | 7 derrotas |
| Por nocaute     | 5          | 0          |
| Por finalização | 3          | 0          |
| Por decisão     | 1          | 7          |
| Empates         | 1          | 1          |

| Res.    | Cartel | Oponente              | Método                                | Evento                                 | Data       | Round | Tempo | Local                    | Notas                                                             |
| ------- | ------ | --------------------- | ------------------------------------- | -------------------------------------- | ---------- | ----- | ----- | ------------------------ | ----------------------------------------------------------------- |
| Derrota | 9-8-1  | Miesha Tate           | Nocaute Técnico (socos)               | UFC on ESPN: Makhachev vs. Moisés      | 17/07/2021 | 3     | 1:53  | Las Vegas, Nevada        | Anunciou a sua aposentadoria.                                     |
| Derrota | 9-7-1  | Macy Chiasson         | Decisão (unânime)                     | UFC on ESPN: Brunson vs. Holland       | 20/03/2021 | 3     | 5:00  | Las Vegas, Nevada        |                                                                   |
| Derrota | 9-6-1  | Raquel Pennington     | Decisão (unânime)                     | UFC on ESPN: Blaydes vs. Volkov        | 20/06/2020 | 3     | 5:00  | Las Vegas, Nevada        |                                                                   |
| Derrota | 9-5-1  | Yana Kunitskaya       | Decisão (unânime)                     | UFC Fight Night: Lewis vs. dos Santos  | 09/03/2019 | 3     | 5:00  | Wichita, Kansas          |                                                                   |
| Derrota | 9-4-1  | Cat Zingano           | Decisão (unânime)                     | UFC Fight Night: dos Santos vs. Ivanov | 14/07/2018 | 3     | 5:00  | Boise, Idaho             |                                                                   |
| Vitória | 9-3-1  | Sara McMann           | Finalização (triângulo)               | UFC on Fox: Emmett vs. Stephens        | 24/02/2018 | 2     | 3:40  | Orlando, Florida         |                                                                   |
| Vitória | 8-3-1  | Talita Bernardo       | Nocaute Técnico (socos)               | UFC Fight Night: Volkov vs. Struve     | 02/09/2017 | 3     | 4:54  | Roterdão                 |                                                                   |
| Empate  | 7-3-1  | Bethe Correia         | Empate (majoritário)                  | UFC Fight Night: Belfort vs. Gastelum  | 11/03/2017 | 3     | 5:00  | Fortaleza                |                                                                   |
| Vitória | 7-3    | Milana Dudieva        | Nocaute Técnico (socos e cotoveladas) | UFC Fight Night: Mousasi vs. Hall II   | 19/11/2016 | 3     | 3:03  | Belfast                  |                                                                   |
| Derrota | 6-3    | Ashlee Evans-Smith    | Decisão (dividida)                    | UFC Fight Night: Cowboy vs. Cowboy     | 21/02/2016 | 3     | 5:00  | Pittsburgh, Pennsylvania |                                                                   |
| Derrota | 6-2    | Holly Holm            | Decisão (unânime)                     | UFC Fight Night: Mir vs. Duffee        | 15/07/2015 | 3     | 5:00  | San Diego, California    |                                                                   |
| Vitória | 6-1    | Jéssica Andrade       | Finalização (triângulo)               | UFC Fight Night: Pezão vs. Mir         | 22/02/2015 | 1     | 1:54  | Porto Alegre             | Performance da Noite.                                             |
| Vitória | 5-1    | Alexis Dufresne       | Decisão (unânime)                     | UFC 182: Jones vs. Cormier             | 03/01/2015 | 3     | 5:00  | Las Vegas, Nevada        | Estreia no UFC; Peso-casado (138 lbs); Dufresne não bateu o peso. |
| Vitória | 4-1    | Maureen Riordon       | Finalização (chave de braço)          | Resurrection Fighting Alliance 16      | 25/07/2014 | 1     | 4:15  | Broomfield, Colorado     |                                                                   |
| Vitória | 3-1    | Leslie Rodriguez      | Nocaute Técnico (socos)               | Tachi Palace Fights 17                 | 14/11/2013 | 1     | 1:24  | Lemoore, California      |                                                                   |
| Vitória | 2-1    | Lydia Reyes           | Nocaute (soco)                        | Total Warrior Combat 15                | 26/10/2012 | 1     | 0:10  | Porterville, Califórnia  |                                                                   |
| Derrota | 1-1    | Julia Avila           | Decisão (unânime)                     | Total Warrior Combat 13                | 27/01/2012 | 3     | 5:00  | Porterville, Califórnia  |                                                                   |
| Vitória | 1-0    | Chantalle Castellanos | Nocaute Técnico (socos)               | Total Warrior Combat 13                | 07/03/2010 | 3     | 1:38  | Porterville, Califórnia  |                                                                   |